# Penol
Penol é uma comuna francesa na região administrativa de Auvérnia-Ródano-Alpes, no departamento de Isère. Estende-se por uma área de 12,16 km². Em 2010 a comuna tinha 365 habitantes (densidade: 30 hab./km²).